# نیژنی کارانای
نیژنی کارانای (به لاتین: Nizhny Karanay) یک منطقهٔ مسکونی در روسیه است که در داغستان واقع شده‌است.